# مهرجان كان السينمائي 2021
مهرجان كان السينمائي السنوي الرابع والسبعون أقيم المهرجان في الفترة من 6 إلى 17 يوليو 2021 ، بعد أن كان مقررًا في الأصل من 11 إلى 22 مايو 2021. تمت دعوة المخرج الأمريكي سبايك لي ليكون رئيس لجنة تحكيم المهرجان للمرة الثانية ، بعد أن أحبط جائحة كوفيد-19 في فرنسا خططًا لجعله يترأس لجنة تحكيم مهرجان كان السينمائي 2020.
تم الإعلان عن الاختيار الرسمي في 3 يونيو 2021. ظهر الفيلم الموسيقي  أنيت للمخرج الفرنسي ليوس كاراكس ليكون هو الفيلم الافتتاحي للمهرجان. آرثر هراري أونودا: 10.000 ليلة في الغابة افتتح قسم نظرة ما. تم منح جائزة السعفة الذهبية الفخرية للممثلة الأمريكية وصانعة الأفلام جودي فوستر، والمخرج الإيطالي ماركو بيلوشيو.
ذهبت السعفة الذهبية إلى  تيتان، من إخراج جوليا دوكورناو، التي أصبحت ثاني مخرجة تفوز بالجائزة وأول من تفوز بالاشتراك مع مخرج آخر (في عام 1993 فازت جين كامبيون بالاشتراك مع كايج تشن). في حفل توزيع الجوائز في 17 يوليو 2021 ، أخطأ رئيس لجنة التحكيم سبايك لي بإعلانه عن غير قصد عن الفائز بالجائزة الأولى في المهرجان في بداية الليل بدلاً من نهايته.

## لجنة التحكيم

### المنافسة الرئيسية
- سبايك لي - مخرج أمريكي ، رئيس لجنة التحكيم
- ماتي ديوب - مخرجة وممثلة سنغالية فرنسية
- ميلين فارمر - مغنية وكاتبة أغاني كندية فرنسية
- ماجي جيلنهال - ممثلة ومخرجة ومنتجة أمريكية
- جيسيكا هاوسنر - مخرجة وكاتبة سيناريو نمساوية
- ميلاني لوران - ممثلة ومخرجة فرنسية
- كليبر ميندونكا فيلو - مخرج ومبرمج أفلام وناقد برازيلي
- طاهر رحيم - ممثل فرنسي
- سونغ كانغ هو - ممثل كوري جنوبي

### منافسة نظرة ما
- أندريا أرنولد - مخرج بريطاني ، رئيس لجنة التحكيم
- دانيال بورمان - مخرج أرجنتيني
- مايكل أنجيلو كوفينو - مخرج وممثل أمريكي
- مونيا مدور - مخرج جزائري
- إلسا زيلبرشتاين - ممثلة فرنسية

### الكاميرا الذهبية
- ميلاني تييري - ممثلة فرنسية ، رئيسة لجنة التحكيم
- أودري أبيفن - المدير الفرنسي لشركة تراي تراك (شركة ما بعد التزامن)
- إيريك كارافاكا - ممثل ومخرج فرنسي
- رومان كوجيتور - مخرج وكاتب سيناريو ومصور فرنسي
- لوران ديلاند - مدير التصوير الفرنسي
- بيير سيمون جوتمان - ناقد فرنسي

### سينيفونداسيون والأفلام القصيرة
- سامح علاء - مخرج مصري
- كوثر بن هنية - مخرج تونسي
- كارلوس موجويرو - مخرج إسباني
- توفا نوفوتني - مخرجة وممثلة سويدية
- نيكولا باريزر - مخرج فرنسي
- أليس وينوكور - مخرج فرنسي

### هيئات المحلفين المستقلة
أسبوع النقاد العالميين 
- كريستيان مونغيو - مخرج وكاتب سيناريو روماني ، رئيس لجنة التحكيم
- ديدار دومهري - منتج فرنسي
- كاميليا جوردانا - ممثلة وملحن ومغنية فرنسية
- ميشيل ميركت - منتج سويسري
- كاريل أوش - المدير الفني التشيكي مهرجان كارلوفي فاري السينمائي الدولي

 العين الذهبية 
- عزرا إيدلمان - المخرج الأمريكي ، رئيس لجنة التحكيم
- جولي بيرتوسيلي - المخرجة الفرنسية
- إيريس بري - صحفية وكاتبة وناقدة فرنسية
- ديبورا فرانسوا - ممثلة بلجيكية
- عروة نيربية - المخرج والمنتج والمخرج الفني السوري لمهرجان مهرجان أمستردام للفيلم الوثائقي الدولي

 كوير بالم 
- نيكولا موري - ممثل ومخرج فرنسي ، رئيس لجنة التحكيم
- جوزا انجيمبي - مخرج وكاتب سيناريو وصحفي فرنسي
- روكسان مسكيدا - ممثلة فرنسية
- فهرام مراديان - فنان ومصمم جرافيك فرنسي
- ألويز سوفاج - ممثلة ومغنية فرنسية

## اختيار رسمي

### في المنافسة
تم اختيار الأفلام التالية للمنافسة على السعفة الذهبية:
| العنوان الانجليزي    | العنوان الأصلي | المخرج (ة)  | بلد الإنتاج              |
| -------------------- | -------------- | ----------- | ------------------------ |
| ركبة عاهد            | הַבֶּרֶךְ (Habereḵ) | نداف لابيد  | إسرائيل ، فرنسا          |
| أنيت (فيلم الافتتاح) | Annette        | ليوس كاراكس | فرنسا ، ألمانيا ، بلجيكا |